# Розати, Каролина
Кароли́на Роза́ти (итал. Carolina Rosati, настоящая фамилия Галлетти (Carolina Galletti), 13 декабря 1826, Болонья —  май 1905, Канны) — итальянская балерина, выступавшая в Милане, Лондоне, Париже и Санкт-Петербурге. Особенным успехом пользовалась в балетах «Эсмеральда», «Пахита», «Жизель» и «Корсар» (первая исполнительница партии Медоры, 1856). Лучшей её ролью указывается Амелия в «Фонти»

## Биография
Обучалась в Милане, в балетной школе театра «Ла Скала», где её педагогами были А. Торелли и К. Блазис. Выступать на сцене начала с ранней юности. Дебютировала на сцене «Ла Скала» в 1846 году.
В 1847—1848 участвовала в балетных постановках балетмейстера Ж. Перро – «Четыре стихии» Байетти, «Па-де-катр» и «Времена года» Пуни.
В 1847—1858 годах (с перерывами) выступала в Лондоне, где участвовала в постановках балетмейстера П. Тальони «Теа, или Фея цветов», «Фьорита», «Прима-балерина», «Зимние развлечения» (все на музыку Ц. Пуни).
В 1853—1859 годах — прима-балерина парижской Оперы. Участвовала в постановках балетмейстера Ж. Мазилье «Жовита, или Охотники на буйволов» и «Фонти» Т. Лабара, «Марко Спада, или Дочь бандита» Д. Обера, «Корсаре» А. Адана (1856). Одной из лучших её работ была признана партия Амелии в «Фонти»; партия Медоры «Корсаре» создавалась для Розати, когда она уже была признанной исполнительницей драматических сцен.
В возрасте 36 лет знаменитая балерина была приглашена в Россию. Выступала в Петербурге на сценах императорских театров в 1859—1862 годах. Кроме «Корсара» исполняла главные партии в постановках балетмейстера А. Сен-Леона «Пакеретта» Ф. Бенуа, «Грациелла, или Любовная ссора» Ц. Пуни, «Meтеора, или Падающие звезды» С. Пинто (была второй исполнительницей главной партии после Н. К. Богдановой), в балете Ж. Перро на музыку Ц. Пуни «Газельда, или Цыганы».

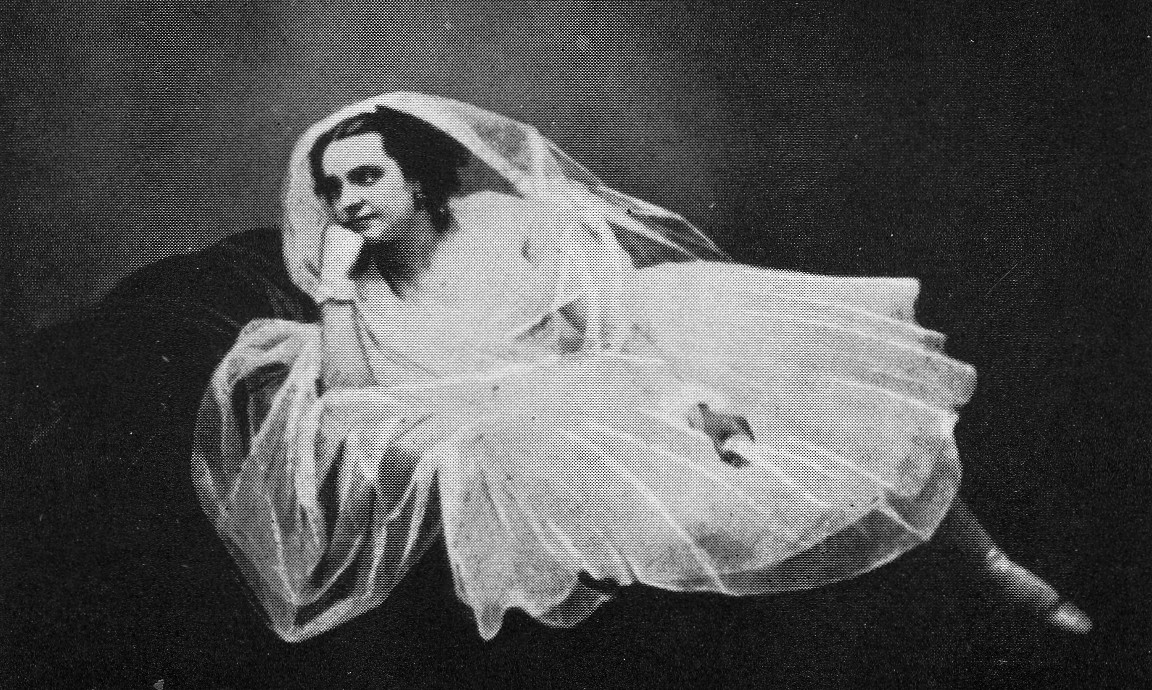
Каролина Розати в костюме Медоры к балету «Корсар» (Париж, 1856)

Особую роль ей довелось сыграть в истории постановки балета Пуни «Дочь фараона» — и не только потому что постановщик-дебютант М. И. Петипа разработал партию Аспиччии специально для Розати. Позже в своих мемуарах Петипа вспоминал, как он вместе с балериной-бенефицианткой Каролиной Розати  добивался у директора Андрея Сабурова постановки первого самостоятельного балета «Дочь фараона». Об этой истории в театральных кругах ходило множество слухов, переросших в анекдоты. Говорили, что в 1862 году балет для бенефиса своей фаворитки Каролины Розати заказал директор императорских театров А. И. Сабуров. И премьера уже была назначена в её бенефис, и уже контракт с ней был подписан. А затем, поостыв к своей пассии, велел довести до сведения Петипа, у Дирекции нет ни времени, ни денег на столь фундаментальную постановку. Дело кончилось тем, что балерина вместе с начинающим балетмейстером Петипа лично отправилась на квартиру к директору с самого утра; сановник только что встал и встретил нежданных гостей в халате. Растерянный, не успев переодеться, Сабуров сначала принял только Петипа, повторив в который раз, что постановка не состоится, а материальный ущерб будет балерине возмещен. Тогда Петипа предложил начальнику самому сообщить своё решение ожидавшей танцовщице. Та вошла с намерением настаивать на постановке; директор же стоял на своем. В пылу горячих споров халат высокопоставленного чиновника неожиданно распахнулся. Сановник был так смущен этим происшествием, что от смущения деньги на постановку тут же нашёл, а приказ о немедленном начале репетиций был отдан. Однако коварная судьба и тут не устояла, чтобы не учинить неприятностей: Сабуров уступил «при условии, что пятиактный балет хореограф сочинит ровно за шесть недель. Наверное, только от безысходности Петипа дал согласие. Да тут же повздорил с композитором, который в приливе гнева уничтожил клавир. Однако Мариус Иванович унынию не поддался и начал ставить без музыки — её потом пришлось «подгонять» под почти готовые танцы. Но балетмейстер свято верил, что музыка существует для танцев, а танцы — для балерины...».
В таких необычных условиях был рожден балет, ставший впоследствии мировой классикой.
Премьера балета Пуни «Дочь фараона» (либретто Жюля-Анри Вернуа де Сент-Жорж и самого М. Петипа по новелле «Le Roman de la Momie» Теофиля Готье) состоялась 30 января (по старому стилю 18 января) 1862 года, в Петербурге, на сцене Большого Каменного театра, и в главной партии блистала, как и предполагалось, Каролина Розати. В истории балета она навсегда осталась одной из лучших исполнительниц этой партии. В премьерном спектакле партию Рыбака исполнял Лев Иванов, Фараона — Николай Гольц. А партия Конрада стала одной из лучших ролей Мариуса Петипа. Именно ею впоследствии он и закончил свою балетную карьеру. Так М. Петипа начал балетмейстерскую деятельность. «Дочь фараона» — первый большой балет Петипа, до этого ставившего дивертисменты.
После выступлений в России балерина оставила сцену.
Энциклопедия балета о Каролине Розати:
По отзывам современников, Р(озати) соединяла в своём танце грацию, возвышенную поэтичность и страстность. Не владея достаточно сильной техникой, была одарённой мимич. артисткой, её драм(атический) талант высоко ценили Т. Готье, Ж. Жанен, А. А. Плещеев».
Карло Блазис, итальянский танцовщик, хореограф, преподававший когда-то в Миланском училище при театре «Ла Скала», где Каролина Розати была его ученицей, а потом, в середине XIX века балетмейстер Императорского московского Большого театра и педагог в 1861—1863 годах в Московском театральном училище, в своей книге «Танцы вообще. Балетные знаменитости и национальные танцы», изданной в 1864 году, отметил балерину, свою ученицу, посвятив ей в разделе «VIII. Иностранные хореографические звезды» главу под названием: «Каролина Розати (из Болоньи)»

## Признание
Портрет Розати с обозначением года её дебюта (1854, в действительности дебютировала в 1853), написанный Гюставом Буланже по литографии Пинсона, располагается на фризе Танцевального фойе Гранд-Опера среди других двадцати портретов выдающихся танцовщиц Оперы конца XVII — середины XIX веков.